# EHF-Pokal der Frauen 1995/96
Am EHF-Pokal 1995/96 nahmen Handball-Vereinsmannschaften teil, die sich in der vorangegangenen Saison in ihren Heimatländern über die Platzierung in der heimischen Liga für den Wettbewerb qualifiziert haben. Der EHF-Pokal ist der Nachfolger des IHF-Pokals und wurde diese Saison das dritte Mal ausgespielt.
Titelverteidiger aus der Vorsaison war die ungarische Mannschaft Debreceni VSC.

## Modus
Das komplette Turnier wurde im K.o.-Runden mit Hin- und Rückspielen gespielt, bis zu den Endspielen.

## Runde 1

### Qualifizierte Teams
| - SG Landhaus/Post - Handball Femina Vise - Gabrovo Handball Club - Graničar Đurđevac - Valencia Urbana - Kolcheti Poti - Frankfurter Handball Club - Gymnastiki Enosi Verias - Maccabi Rishon Lezion - Handball Salerno | - RK Skopje - HC Westland - Zagłębie Lubin - Istotschnik Rostow - Robit Olimpija Ljubljana - TV Uster - Plastika Nitra - Anadolu Üniversitesi Eskişehir - Awtomobilist Browary - Radnički Belgrad |

### Ausgeloste Spiele und Ergebnisse
| Mannschaft 1              | Mannschaft 2                   | Hinspiel      | Rückspiel     | Gesamt  |
| ------------------------- | ------------------------------ | ------------- | ------------- | ------- |
| Valencia Urbana           | Gabrovo Handball Club          | 07.10.1995    | 09.10.1995    | 72 : 28 |
| Valencia Urbana           | Gabrovo Handball Club          | 38 : 19       | 34 : 9        | 72 : 28 |
| Valencia Urbana           | Gabrovo Handball Club          | 300 Zuschauer | 200 Zuschauer | 72 : 28 |
| Frankfurter Handball Club | HC Westland                    | 07.10.1995    | 14.10.1995    | 49 : 38 |
| Frankfurter Handball Club | HC Westland                    | 27 : 18       | 22 : 20       | 49 : 38 |
| Frankfurter Handball Club | HC Westland                    | 520 Zuschauer | - Zuschauer   | 49 : 38 |
| SG Landhaus/Post          | Istotschnik Rostow             | 07.10.1995    | 14.10.1995    | 31 : 72 |
| SG Landhaus/Post          | Istotschnik Rostow             | 19 : 31       | 12 : 41       | 31 : 72 |
| SG Landhaus/Post          | Istotschnik Rostow             | 100 Zuschauer | - Zuschauer   | 31 : 72 |
| Gymnastiki Enosi Verias   | TV Uster                       | 14.10.1995    | 15.10.1995    | 39 : 57 |
| Gymnastiki Enosi Verias   | TV Uster                       | 19 : 28       | 20 : 29       | 39 : 57 |
| Gymnastiki Enosi Verias   | TV Uster                       | - Zuschauer   | - Zuschauer   | 39 : 57 |
| Awtomobilist Browary      | Robit Olimpija Ljubljana       | 13.10.1995    | 15.10.1995    | 39 : 43 |
| Awtomobilist Browary      | Robit Olimpija Ljubljana       | 23 : 20       | 16 : 23       | 39 : 43 |
| Awtomobilist Browary      | Robit Olimpija Ljubljana       | - Zuschauer   | - Zuschauer   | 39 : 43 |
| Graničar Đurđevac         | Handball Femina Vise           | 07.10.1995    | 14.10.1995    | 51 : 24 |
| Graničar Đurđevac         | Handball Femina Vise           | 29 : 9        | 22 : 15       | 51 : 24 |
| Graničar Đurđevac         | Handball Femina Vise           | - Zuschauer   | - Zuschauer   | 51 : 24 |
| Plastika Nitra            | Radnički Belgrad               | 07.10.1995    | 14.10.1995    | 53 : 60 |
| Plastika Nitra            | Radnički Belgrad               | 27 : 31       | 26 : 29       | 53 : 60 |
| Plastika Nitra            | Radnički Belgrad               | 500 Zuschauer | - Zuschauer   | 53 : 60 |
| RK Skopje                 | Handball Salerno               | 13.10.1995    | 14.10.1995    | 47 : 36 |
| RK Skopje                 | Handball Salerno               | 27 : 19       | 20 : 17       | 47 : 36 |
| RK Skopje                 | Handball Salerno               | - Zuschauer   | - Zuschauer   | 47 : 36 |
| Kolcheti Poti             | Anadolu Üniversitesi Eskişehir | 12.10.1995    | 14.10.1995    | 24 : 65 |
| Kolcheti Poti             | Anadolu Üniversitesi Eskişehir | 13 : 30       | 11 : 35       | 24 : 65 |
| Kolcheti Poti             | Anadolu Üniversitesi Eskişehir | - Zuschauer   | - Zuschauer   | 24 : 65 |
| Maccabi Rishon Lezion     | Zagłębie Lubin                 | 14.10.1995    | 15.10.1995    | 29 : 54 |
| Maccabi Rishon Lezion     | Zagłębie Lubin                 | 16 : 28       | 13 : 26       | 29 : 54 |
| Maccabi Rishon Lezion     | Zagłębie Lubin                 | - Zuschauer   | - Zuschauer   | 29 : 54 |

## Achtelfinale

### Qualifizierte Teams
| - Graničar Đurđevac - GOG Gudme - Valencia Urbana - Stade Francais Issy les Moulineaux - Frankfurter Handball Club - Debreceni VSC - Kisvárdai SE Kisvárda - RK Skopje | - Larvik HK - Zagłębie Lubin - Rapid Muniplast Bucuresti - Istotschnik Rostow - Robit Olimpija Ljubljana - TV Uster - Anadolu Üniversitesi Eskişehir - Radnički Belgrad |

### Ausgeloste Spiele und Ergebnisse
| Mannschaft 1                   | Mannschaft 2                       | Hinspiel       | Rückspiel      | Gesamt  |
| ------------------------------ | ---------------------------------- | -------------- | -------------- | ------- |
| TV Uster                       | Debreceni VSC                      | 12.11.1995     | 18.11.1995     | 35 : 54 |
| TV Uster                       | Debreceni VSC                      | 20 : 26        | 15 : 28        | 35 : 54 |
| TV Uster                       | Debreceni VSC                      | 400 Zuschauer  | 1300 Zuschauer | 35 : 54 |
| Zagłębie Lubin                 | Kisvárdai SE Kisvárda              | 11.11.1995     | 18.11.1995     | 40 : 42 |
| Zagłębie Lubin                 | Kisvárdai SE Kisvárda              | 24 : 20        | 16 : 22        | 40 : 42 |
| Zagłębie Lubin                 | Kisvárdai SE Kisvárda              | 400 Zuschauer  | 1000 Zuschauer | 40 : 42 |
| Anadolu Üniversitesi Eskişehir | GOG Gudme                          | 09.11.1995     | 11.11.1995     | 39 : 65 |
| Anadolu Üniversitesi Eskişehir | GOG Gudme                          | 16 : 30        | 23 : 35        | 39 : 65 |
| Anadolu Üniversitesi Eskişehir | GOG Gudme                          | 425 Zuschauer  | 150 Zuschauer  | 39 : 65 |
| Istotschnik Rostow             | Frankfurter Handball Club          | 11.11.1995     | 17.11.1995     | 48 : 41 |
| Istotschnik Rostow             | Frankfurter Handball Club          | 26 : 16        | 22 : 25        | 48 : 41 |
| Istotschnik Rostow             | Frankfurter Handball Club          | - Zuschauer    | 1500 Zuschauer | 48 : 41 |
| Radnički Belgrad               | Larvik HK                          | 18.11.1995     | 19.11.1995     | 37 : 50 |
| Radnički Belgrad               | Larvik HK                          | 18 : 23        | 19 : 27        | 37 : 50 |
| Radnički Belgrad               | Larvik HK                          | 805 Zuschauer  | 632 Zuschauer  | 37 : 50 |
| RK Skopje                      | Stade Francais Issy les Moulineaux | 12.11.1995     | 19.11.1995     | 36 : 49 |
| RK Skopje                      | Stade Francais Issy les Moulineaux | 20 : 25        | 16 : 24        | 36 : 49 |
| RK Skopje                      | Stade Francais Issy les Moulineaux | 300 Zuschauer  | - Zuschauer    | 36 : 49 |
| Robit Olimpija Ljubljana       | Valencia Urbana                    | 11.11.1995     | 18.11.1995     | 30 : 45 |
| Robit Olimpija Ljubljana       | Valencia Urbana                    | 18 : 21        | 12 : 24        | 30 : 45 |
| Robit Olimpija Ljubljana       | Valencia Urbana                    | 500 Zuschauer  | 100 Zuschauer  | 30 : 45 |
| Graničar Đurđevac              | Rapid Muniplast Bucuresti          | 11.11.1995     | 18.11.1995     | 41 : 56 |
| Graničar Đurđevac              | Rapid Muniplast Bucuresti          | 20 : 30        | 21 : 26        | 41 : 56 |
| Graničar Đurđevac              | Rapid Muniplast Bucuresti          | 1200 Zuschauer | 972 Zuschauer  | 41 : 56 |

## Viertelfinale

### Qualifizierte Teams
| - GOG Gudme - Valencia Urbana - Stade Francais Issy les Moulineaux - Debreceni VSC | - Kisvárdai SE Kisvárda - Larvik HK - Rapid Muniplast Bucuresti - Istotschnik Rostow |

### Ausgeloste Spiele und Ergebnisse
| Mannschaft 1       | Mannschaft 2                       | Hinspiel       | Rückspiel      | Gesamt  |
| ------------------ | ---------------------------------- | -------------- | -------------- | ------- |
| GOG Gudme          | Debreceni VSC                      | 14.01.1996     | 21.01.1996     | 40 : 40 |
| GOG Gudme          | Debreceni VSC                      | 25 : 16        | 15 : 24        | 40 : 40 |
| GOG Gudme          | Debreceni VSC                      | 1320 Zuschauer | 2000 Zuschauer | 40 : 40 |
| Valencia Urbana    | Kisvárdai SE Kisvárda              | 14.01.1996     | 20.01.1996     | 52 : 35 |
| Valencia Urbana    | Kisvárdai SE Kisvárda              | 30 : 13        | 22 : 22        | 52 : 35 |
| Valencia Urbana    | Kisvárdai SE Kisvárda              | 500 Zuschauer  | 700 Zuschauer  | 52 : 35 |
| Larvik HK          | Stade Francais Issy les Moulineaux | 14.01.1996     | 21.01.1996     | 45 : 43 |
| Larvik HK          | Stade Francais Issy les Moulineaux | 25 : 18        | 20 : 25        | 45 : 43 |
| Larvik HK          | Stade Francais Issy les Moulineaux | 1053 Zuschauer | 400 Zuschauer  | 45 : 43 |
| Istotschnik Rostow | Rapid Muniplast Bucuresti          | 14.01.1996     | 21.01.1996     | 38 : 33 |
| Istotschnik Rostow | Rapid Muniplast Bucuresti          | 30 : 17        | 18 : 16        | 38 : 33 |
| Istotschnik Rostow | Rapid Muniplast Bucuresti          | 1000 Zuschauer | 1000 Zuschauer | 38 : 33 |

## Halbfinale

### Qualifizierte Teams
| - Valencia Urbana - Debreceni VSC | - Larvik HK - Istotschnik Rostow |

### Ausgeloste Spiele und Ergebnisse
| Mannschaft 1    | Mannschaft 2       | Hinspiel       | Rückspiel      | Gesamt  |
| --------------- | ------------------ | -------------- | -------------- | ------- |
| Debreceni VSC   | Istotschnik Rostow | 24.03.1996     | 31.03.1996     | 48 : 42 |
| Debreceni VSC   | Istotschnik Rostow | 25 : 20        | 23 : 22        | 48 : 42 |
| Debreceni VSC   | Istotschnik Rostow | 2500 Zuschauer | 2000 Zuschauer | 48 : 42 |
| Valencia Urbana | Larvik HK          | 24.03.1996     | 31.03.1996     | 43 : 45 |
| Valencia Urbana | Larvik HK          | 26 : 19        | 17 : 26        | 43 : 45 |
| Valencia Urbana | Larvik HK          | 1000 Zuschauer | 1140 Zuschauer | 43 : 45 |

## Finale
Es nahmen die zwei Sieger aus dem Halbfinale teil. Das Hinspiel fand am 4. Mai 1996 statt. Das Rückspiel fand am 12. Mai 1996 statt.

### Ausgeloste Spiele und Ergebnisse
| Mannschaft 1 | Mannschaft 2  | Hinspiel       | Rückspiel      | Gesamt  |
| ------------ | ------------- | -------------- | -------------- | ------- |
| Larvik HK    | Debreceni VSC | 04.05.1996     | 12.05.1996     | 38 : 38 |
| Larvik HK    | Debreceni VSC | 23 : 20        | 15 : 18        | 38 : 38 |
| Larvik HK    | Debreceni VSC | 1000 Zuschauer | 3000 Zuschauer | 38 : 38 |